# Kissin' Time
Albums de Marianne Faithfull
Vagabond Ways
(1999) Before the Poison
(2004)
Kissin' Time est le dix-septième album studio de Marianne Faithfull, daté de 2002.
Le disque résulte de la volonté de Marianne Faithfull d'expérimenter les nouvelles technologies et le son électronique. Pour cela, elle est entourée par la dream team de la pop : les Britanniques Dave Stewart (ex Eurythmics), Jarvis Cocker (ex Pulp) et Blur, les Américains Billy Corgan (ex The Smashing Pumpkins) et Beck, les Français Étienne Daho et Les Valentins.
L'album contient une chanson hommage à la chanteuse allemande Nico, et un autoportrait ironique, Sliding Through Life on Charm. The Pleasure Song est repris dans la bande sonore de la série américaine The L Word.
Si l'album contient de bons morceaux, du propre aveu de la chanteuse, les orchestrations électroniques ne constituent pas sa tasse de thé. Cela ne l'empêchera pas de retravailler avec Damon Albarn (de Blur) sur l'album Before the Poison et avec Beck sur l'album Easy Come, Easy Go.

## Liste des titres
| No  | Titre                                              | Paroles            | Musique                       | Durée |
| --- | -------------------------------------------------- | ------------------ | ----------------------------- | ----- |
| 1.  | Sex With Strangers                                 | Marianne Faithfull | Beck                          | 4:20  |
| 2.  | The Pleasure Song                                  | Marianne Faithfull | Étienne Daho et Les Valentins | 4:14  |
| 3.  | Like Being Born                                    | Marianne Faithfull | Beck                          | 3:49  |
| 4.  | I'm on Fire                                        | Marianne Faithfull | Billy Corgan                  | 5:11  |
| 5.  | Wherever I Go                                      | Billy Corgan       | Billy Corgan                  | 4:26  |
| 6.  | Song for Nico                                      | Marianne Faithfull | Dave Stewart                  | 3:57  |
| 7.  | Sliding Through Life on Charm                      | Marianne Faithfull | Jarvis Cocker                 | 3:58  |
| 8.  | Love and Money                                     | Marianne Faithfull | David Courts                  | 2:16  |
| 9.  | Nobody's Fault                                     | Beck               | Beck                          | 6:28  |
| 10. | Kissin' Time                                       | Marianne Faithfull | Blur                          | 5:39  |
| 11. | Something Good (bonus sur les éditions françaises) | Gerry Goffin       | Carole King                   | 3:29  |

## Classements
| Pays               | Meilleure position |
| ------------------ | ------------------ |
| France             | 39                 |
| Belgique (Flandre) | 40                 |
| Suisse             | 47                 |
| Autriche           | 42                 |